# Reena Sky
Reena Sky (San Francisco, California; 16 de octubre de 1983) es una actriz pornográfica estadounidense.

## Biografía
Reena Sky nació en San Francisco (California) en octubre de 1983, hija de madre italiana y padre mexicano. Antes de ser actriz porno, comenzó trabajando de estríper para después pasar a modelo de desnudos y erótica.
Debutó en la industria pornográfica en 2006, a los 23 años de edad, grabando su primera escena para Bang Bros.
Como actriz, ha trabajado en producciones de Elegant Angel, Evil Angel, Brazzers, Pure Play Media, New Sensations, Zero Tolerance, New Sensations, Vivid, Naughty America, Girlsway, Adam & Eve, Girlfriends Films, Hustler, 3rd Degree o Devil's Film.
Aunque con más de diez años dentro de la industria, no fue hasta 2017 cuando empezó a verse reconocida en los premios de la industria. Ese año se alzó en los Premios AVN con el galardón a la Mejor escena de sexo lésbico, junto a Riley Reid, por la película Missing: A Lesbian Crime Story.
Ha rodado más de 340 películas.
Algunas películas de su filmografía son Big Booty Obsession 2, Cum Stained Casting Couch 8, Engagement Party, Girls Tribbing Girls, Jerk and Swallow, Latin Mommas 2, MILF Pact, Need Gor Speed o Thick Azz A Brick 2.

## Premios y nominaciones
| Año  | Ceremonia         | Resultado | Premio                                | Trabajo                        |
| ---- | ----------------- | --------- | ------------------------------------- | ------------------------------ |
| 2017 | Premios AVN       | Ganadora  | Mejor escena de sexo lésbico          | Missing: A Lesbian Crime Story |
| 2017 | Premios AVN       | Nominada  | Premio fan: Culo más épico            | —                              |
| 2017 | Spank Bank Awards | Nominada  | Queen of Cunnilingus                  | —                              |
| 2017 | Spank Bank Awards | Nominada  | Webcam / Skype Show Girl of the Year  | —                              |
| 2018 | Premios AVN       | Nominada  | Mejor escena de sexo lésbico en grupo | Christmas Spirit               |
| 2019 | Premios AVN       | Nominada  | Premio fan: MILF más caliente         | —                              |